# Selenops sabulosus
Selenops sabulosus là một loài nhện trong họ Selenopidae.
Loài này thuộc chi Selenops. Selenops sabulosus được P. L. G. Benoit miêu tả năm 1968.